# Arbusts i matolls meridionals d'Acàcia i Commiphora
Els arbusts i matolls meridionals d'acàcia i Commiphora és un ecoregió de l'ecozona afrotròpical, definida per WWF (clau d'ecoregió: AT0716), que s'estén a través de l'Àfrica oriental, entre Tanzània i Kenya. Aquesta ecoregió forma part de la regió anomenada sabana d'Acàcia de l'Àfrica oriental, inclosa en la llista Global 200.

## Territori
És una ecoregió de sabana que ocupa una superfície de 227.800 km² al nord i al centre de Tanzània i al sud-oest del Kenya. És dividida en dues parts per les prades volcàniques del Serengeti.

## Flora
La vegetació dominant n'és la sabana arbustiva, en la qual les espècies més representatives pertanyen als gèneres Acacia, Commiphora i Crotalairiae.

## Fauna
La concentració de grans mamífers és extraordinària. L'ecoregió és l'escenari de la migració anual de més d'un milió de nyus estriats (Connochaetes taurinus), 400.000 gaseles de Thomson (Eudorcas thomsonii) i 200.000 zebres comunes (Equus quagga). Com a resultat, la població de depredadors grans també hi és elevada: es troben les hienes tacades (Crocuta crocuta), els lleons (Panthera leo), els lleopards (Panthera pardus), els guepards (Acinonyx jubatus) i els gossos salvatges (Lycaon pictus). Se'n coneixen tres espècies de rèptils endèmics: la serp verinosa Amblyodipsas dimidiata i els amfisbenis Geocalamus acutus i Geocalamus modestus.

## Conservació
L'ecoregió es considera vulnerable: les principals amenaces són la caça furtiva i l'expansió de l'agricultura i la ramaderia. El 20% de l'ecoregió està protegida. A Kenya hi ha la reserva nacional de Masai Mara, el Parc nacional de Ruma i el Parc nacional de l'illa de Ndere; a Tanzània, la reserva de caça de Maswa, el Parc nacional de Mkomazi, el Parc nacional del Serengeti, el Parc nacional de Tarangire, el Parc nacional de Ruaha i la zona de conservació de Ngorongoro.